# Alcol (a lunga catena) ossidasi
La alcol (a lunga catena) ossidasi è un enzima appartenente alla classe delle ossidoreduttasi, che catalizza la seguente reazione:
2 alcol (a lunga catena) + O2 ⇄ 2 aldeide (a lunga catena) + 2 H2O
L'enzima ossida gli alcol grassi a lunga catena; il migliore substrato è il dodecil alcol.